# St. Jakobus der Ältere (Haunswies)

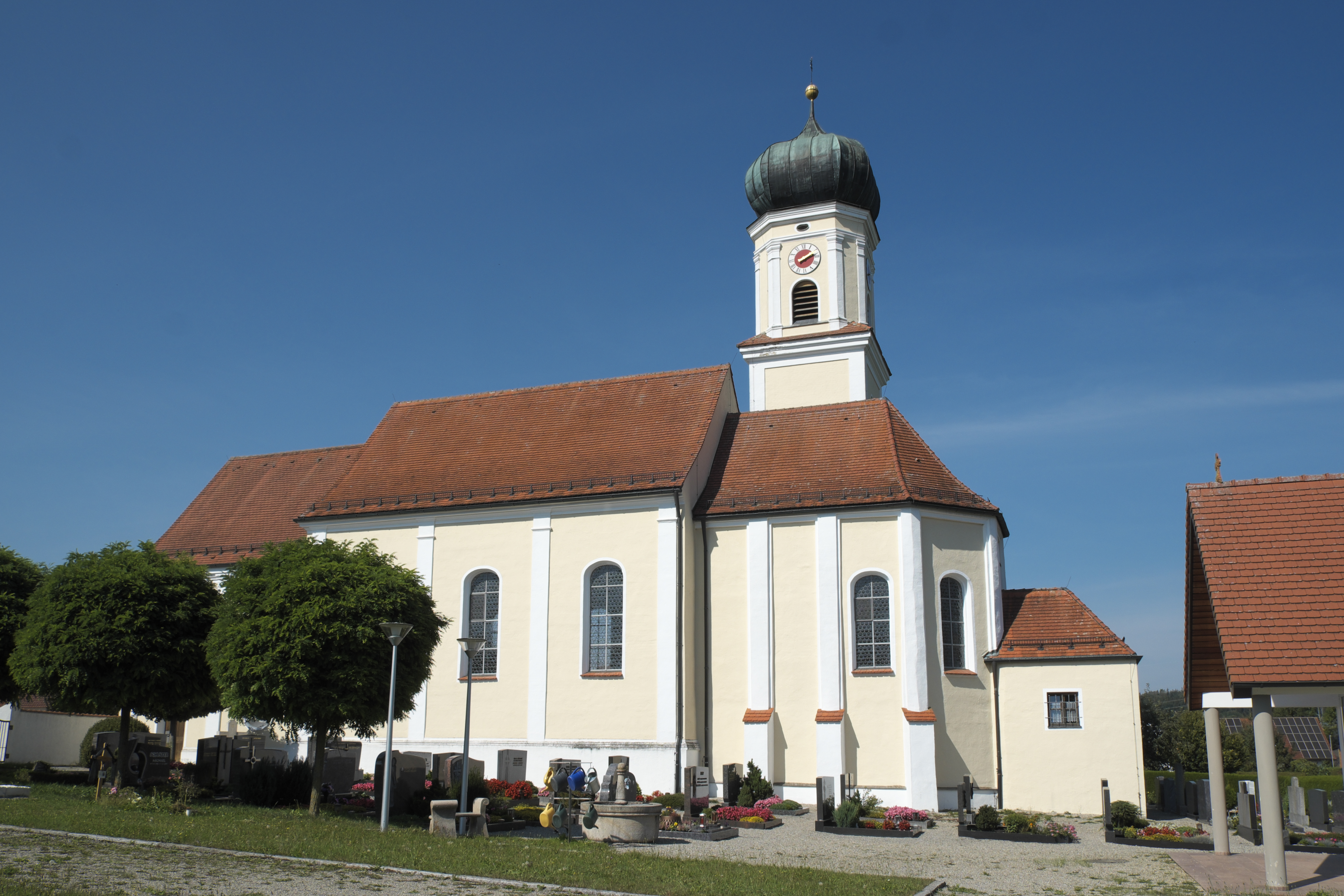
Pfarrkirche St. Jakobus der Ältere in Haunswies

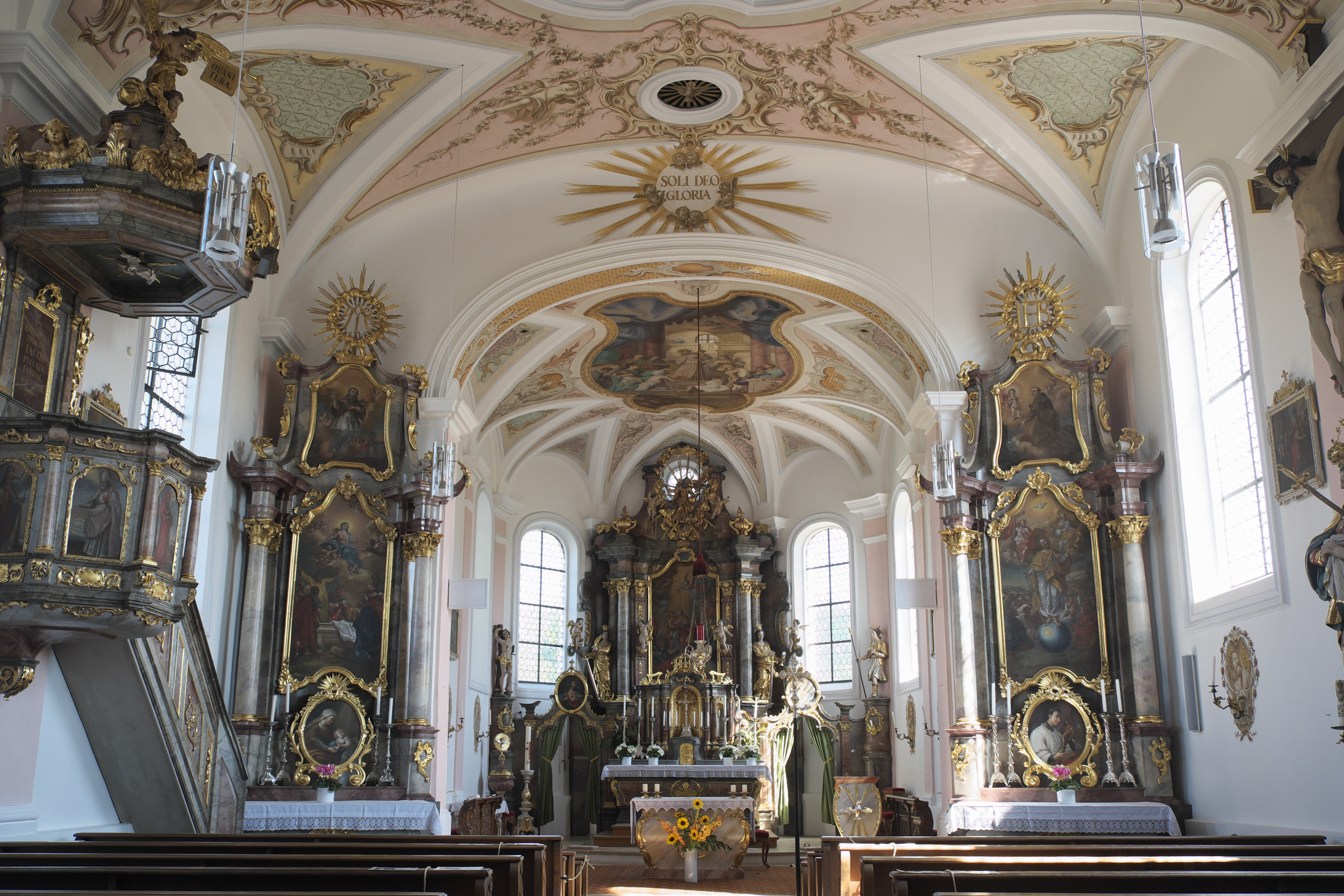
Innenansicht

Die katholische Pfarrkirche St. Jakobus der Ältere in Haunswies, einem Gemeindeteil von Affing im Landkreis Aichach-Friedberg im bayerischen Regierungsbezirk Schwaben, wurde ab dem 16. Jahrhundert errichtet. Die Kirche am Pfarrweg 3 ist ein geschütztes Baudenkmal.

## Architektur
Der Saalbau mit flacher Stichkappentonne besitzt einen eingezogenen Chor, der im Kern 1507 errichtet wurde. Nördlich befindet sich der Turm mit Zwiebelhaube, welcher nach einem Einsturz 1907 neu errichtet wurde. Der Turmunterbau ist möglicherweise aus romanischer Zeit. Das Langhaus aus dem Jahr 1777 wurde in den 1980er Jahren erweitert. Der Außenbau wird von Pilastern gegliedert.

## Ausstattung
Die Ausstattung ist weitgehend im Stil des Rokokos erhalten. Das Fresko im Langhaus schuf Johann Georg Dieffenbrunner. Es ist die Verklärung Christi auf dem Berg Tabor dargestellt. Das Fresko im Chor von 1915 ist von Jakob Huwyler und zeigt den heiligen Jakobus, wie er Armen und Kranken hilft. Das Hochaltarbild zeigt das Martyrium des heiligen Jakobus. Im linken Seitenaltar ist die Himmelfahrt Mariens und im rechten der heilige Joseph zu sehen.

## Orgel

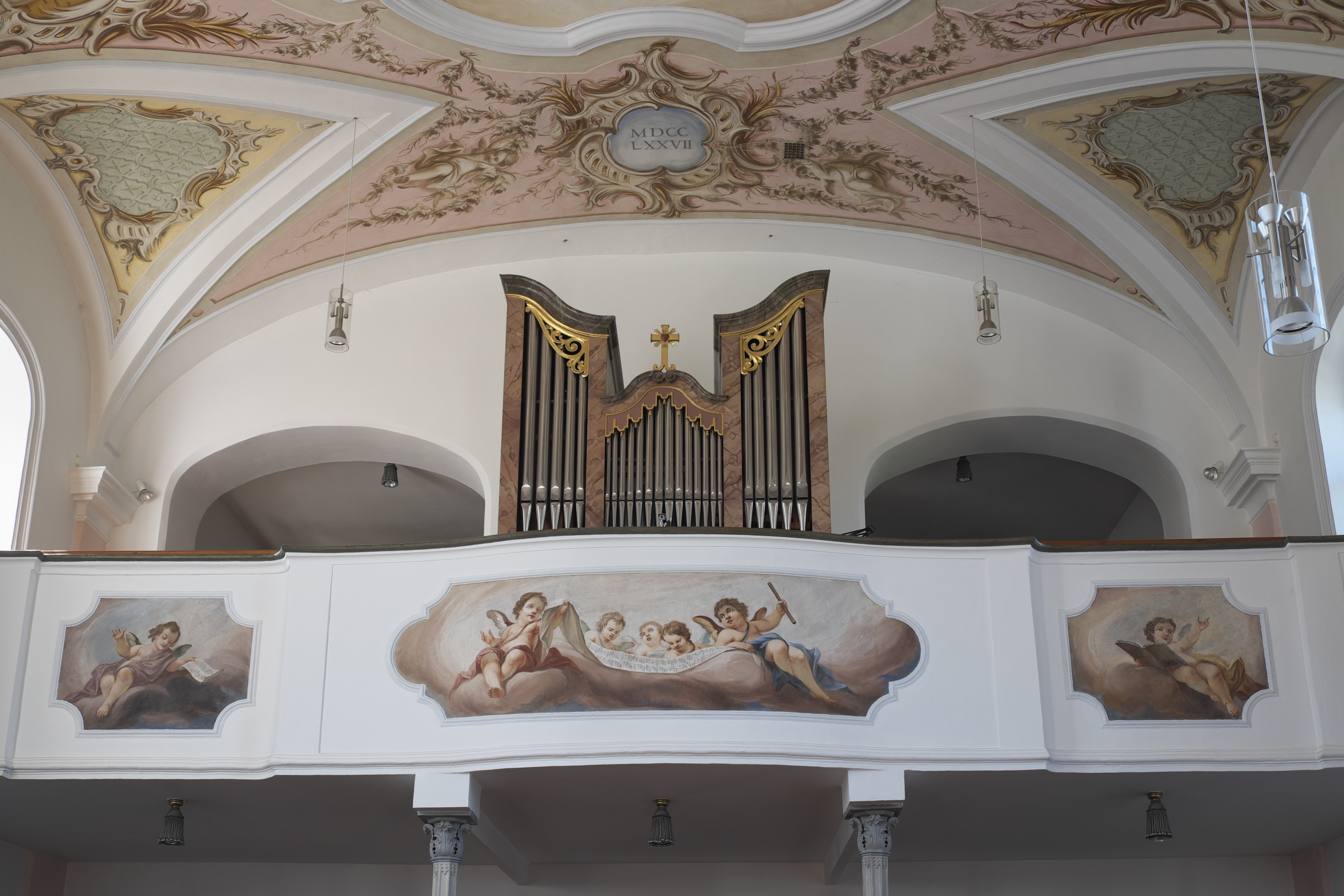
Empore mit Orgel

Die Orgel mit sechs Registern auf einem Manual und Pedal wurde 1875 von Balthasar Pröbstl gebaut. Die Disposition lautet:
| Manual     |    |
| Prinzipal  | 8′ |
| Gedeckt    | 8′ |
| Salizional | 8′ |
| Gamba      | 4′ |
| Mixtur     | 2′ |

| Pedal  |     |
| Subbaß | 16′ |